# 长寿路桥

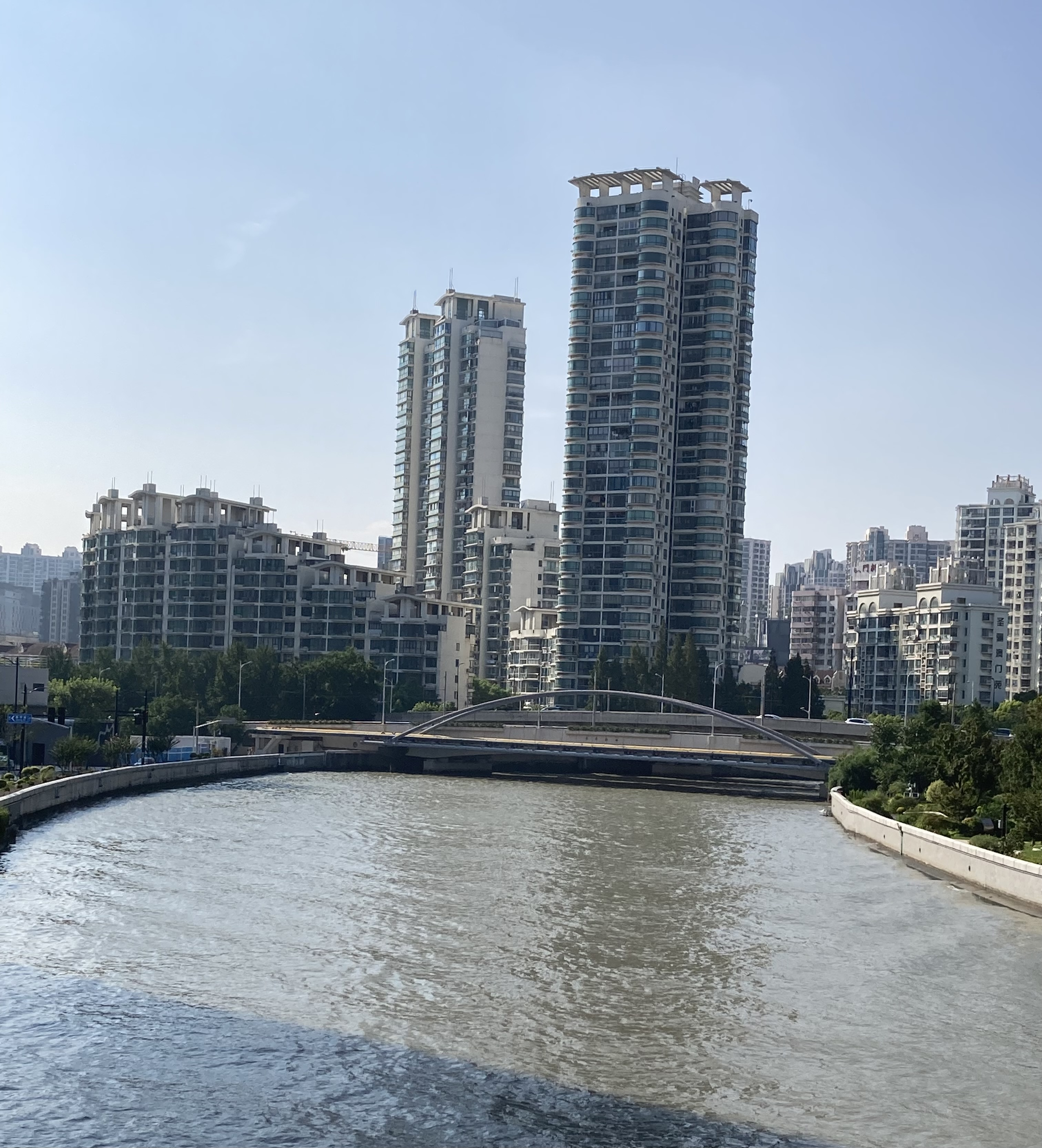
从东侧安远桥眺望长寿路桥

長壽路橋是中華人民共和國上海市靜安區三座并列橫跨蘇州河的橋梁，东接天目西路，西连长寿路。

## 歷史
長壽路橋原為广肇渡口，從蘇州河西可抵河东的广肇山庄坟地，后開始在渡口架桥，但在抗日戰爭期間被毀。中華人民共和国成立后，上海市人民政府投资人民币376万元在渡口處建造橋梁，橋梁由上海市工务局设计，华东建筑工程局負責施工，1951年9月开工，1953年10月橋梁竣工，定名長壽橋，成为中共接管上海后苏州河上建成的第一座大型混凝土桥梁。
1996年10月，长寿路拓宽工程开工。为配合长寿路拓宽改建，在保留原桥的基础上，南北各新建一座机动车桥。工程费3500万元。1997年11月8日开工，1998年9月25日，长寿路北桥合拢，同年10月14日，南桥合拢，12月正式竣工通车，長壽橋成為三桥并列组成的新桥，並更名為长寿路桥。
北横通道、地铁13号线均从长寿路桥附近的地下穿过苏州河。